# Reus
Reus è un comune spagnolo di 109 930 abitanti (INE 2024) in provincia di Tarragona, nella comunità autonoma della Catalogna.
È la seconda città in termini di popolazione della provincia di Tarragona e si trova sulla Costa Daurada sulle coste del Mar Mediterraneo a 10 km da Tarragona e 8 da Salou.
Reus ha dato i natali al famoso architetto catalano Antoni Gaudí e, anche se non vi sono edifici da lui realizzati, si può visitare la sua casa natale e il Gaudí Centre. La città di Reus ha comunque molti edifici modernisti tra cui spiccano:
- Casa Navàs di Lluís Domènech i Montaner;
- Casa Rull di Lluís Domènech i Montaner;
- Casa Gasull di Lluís Domènech i Montaner;
- Casa Pinyol di Pere Caselles i Tarrats.

## Infrastrutture e trasporti
La città è servita da un aeroporto e da una stazione ferroviaria.

## Gemellaggi
Reus è gemellata con le seguenti città:
- Bahía Blanca, dal 1994;
- Hadžići, dal 1995;
- Astorga, dal 1998;
- Amgala, dal 2000;
- Boyeros, dal 2000;
- Gandia, dal 2008.